# マーチ・832
マーチ・832（March 832）は、イギリスのマーチ・エンジニアリングが1983年のフォーミュラ2（F2）選手権用に開発・設計・製造されたフォーミュラカーである。ヨーロッパF2選手権と全日本F2選手権で使用され、ヨーロッパF2ではオニクス・レーシングのベッペ・ガビアーニが4勝を挙げ、ランキング3位。F2での成功を収めた後、1984年にカナディアン-アメリカン・チャレンジカップ（Can-Am）シリーズ用に改造された。2.0 L (122.0 cu in) BMW M12/7Bエンジンを搭載していた。キム・キャンベルがCan-Am2リッタークラスのチャンピオンを獲得し、未勝利ながら4回の表彰台を獲得した。